# Oscar Germundsson
Oscar Germundsson (1886–1971) var en svensk pilot, mekaniker och chaufför. Han anställdes som privatchaufför åt bokförläggaren Erik Åkerlund i Stockholm och när denne senare köpte ett flygplan skickade han Germundsson till Ljungbyhed för att genomgå flygförareutbildning. Germundsson genomförde sitt prov för aviatördiplom 11 juli 1914 och tilldelades diplom nr 20. På grund av bristen av flygförare under första världskriget kom Germundsson att kontraktanställas vid Flygkompaniet 1914.